# Dafahat
Dafahat è una suddivisione dell'India, classificata come census town, di 11.323 abitanti, situata nel distretto di Murshidabad, nello stato federato del Bengala Occidentale. In base al numero di abitanti la città rientra nella classe IV (da 10.000 a 19.999 persone).

## Geografia fisica
La città è situata a 24° 37' 40 N e 88° 01' 06 E.

## Società

### Evoluzione demografica
Al censimento del 2001 la popolazione di Dafahat assommava a 11.323 persone, delle quali 5.664 maschi e 5.659 femmine. I bambini di età inferiore o uguale ai sei anni assommavano a 2.512, dei quali 1.245 maschi e 1.267 femmine. Infine, coloro che erano in grado di saper almeno leggere e scrivere erano 4.020, dei quali 2.505 maschi e 1.515 femmine.